# Пауки-плеваки

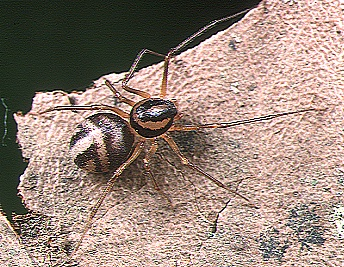
Самка Scytodes fusca

Пауки-плеваки (лат. Scytodidae) — небольшое семейство пауков, насчитывающее всего 150 видов из пяти родов.

## Распространение
Пауки-плеваки распространены повсеместно.

## Описание
Они имеют шесть глаз, которые располагаются по паре в три ряда.

## Экология
Пауки этого семейства ловят добычу, выпрыскивая на неё жидкость, состоящую из жидкой паутины и яда. Жидкая паутина быстро застывает, обездвиживая добычу. Можно наблюдать у пауков привычку качаться из стороны в сторону. Они делают это для того, чтобы их "плевок" при попадании покрыл добычу целиком.

## Классификация
Наряду с Sicariidae и Diguetidae шипящие пауки относятся к серии Haplogynae.
- Dictis L. Koch, 1872 — от Китая до Австралии
- Scyloxes Dunin, 1992 — Таджикистан
- Scytodes Latreille, 1804 — повсеместно
- Soeuria Saaristo, 1997 — Сейшельские острова
- Stedocys Ono, 1995 — Малайзия, Тринидад